# Светослав Симеонов
Светослав Симеонов Тръпков е български юрист, военен деец и общественик от Македония.

## Биография
Роден е на 25 август 1880 година в дебърското село Върбен, тогава в Османската империя. По произход е албанизиран българин християнин. Завършва право и става адвокат.
Преселва се в Свободна България и се установява във Видин, като участва дейно в обществения живот на македонските българи, емигрирали в Свободна България. Става член на Съюза на македонските братства и е председател на Македонското благотворително братство във Видин. В 1936 година е избран за негов секретар.
Участва като запасен подпоручик от Българската армия в Първата световна война и е награден с орден „Свети Александър“. Достига до чин полковник.